# Strada statale 123 di Licata
La strada statale 123 di Licata (SS 123) è una strada statale italiana che collega due importanti centri del libero consorzio comunale di Agrigento, ovvero Canicattì e Licata.

## Percorso
Ha origine nel centro abitato di Canicattì, distaccandosi dalla strada statale 122 Agrigentina. Uscendo in direzione sud, incrocia la strada statale 122 ter Tangenziale Est di Canicattì poco fuori dal paese.
Proseguendo in direzione sud-est passa tra i comuni di Campobello di Licata e Ravanusa, dopo il bivio con la strada statale 644 di Ravanusa. L'itinerario prosegue in direzione sud, raggiungendo la valle del Salso dopo aver varcato la Portella Corso (262 m s.l.m.).
A pochi chilometri da Licata è presente il bivio con la strada statale 626 dir Licata-Braemi. In vista di Licata, dopo aver incrociato il nuovo tracciato della strada statale 115 Sud Occidentale Sicula, termina all'interno dello stesso centro abitato.

### Tabella percorso
| di Licata |                                                  |      |           |
| Tipo      | Indicazione                                      | ↓km↓ | Provincia |
|           | Canicattì Agrigentina delle Solfare di Naro      | 0,0  | AG        |
|           | Ferrovia Siracusa-Gela-Canicattì                 | 1,6  | AG        |
|           | Tangenziale Est di Canicattì                     | 2,1  | AG        |
|           | per Campobello di Licata (ex SS 123)             | 11,2 | AG        |
|           | di Ravanusa per Campobello di Licata (ex SS 123) | 11,5 | AG        |
|           | di Campobello di Licata                          | 13,7 | AG        |
|           | Campobello di Licata                             | 16,8 | AG        |
|           | Ferrovia Siracusa-Gela-Canicattì                 | 32,2 | AG        |
|           | Licata-Braemi                                    | 34,6 | AG        |
|           | Sud Occidentale Sicula                           | 37,1 | AG        |
|           | Licata                                           | 39,2 | AG        |